# 彼得·黑格曼

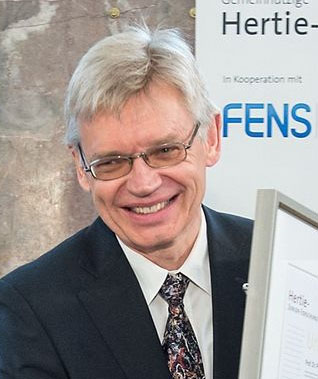
2015年

彼得·黑格曼（德語：Peter Hegemann，1954年12月11日—），生于西德明斯特，德国柏林洪堡大学生物物理系教授、系主任，研究成果包括与格奥尔格·纳格尔共同发现的光敏感通道蛋白，开创了光遗传学的新领域，也因为获得2020年邵逸夫奖。